# Solanum ramulosum
Solanum ramulosum är en potatisväxtart som beskrevs av Otto Sendtner. Solanum ramulosum ingår i släktet skattor som ingår i familjen potatisväxter. Inga underarter finns listade i Catalogue of Life.